# Brizácio
Brizácio (em latim: Bryzacius; em grego: Βρυζάκιος; romaniz.: Bryzákios) foi um oficial sassânida do século VI, ativo durante o reinado de Vararanes VI (r. 590–591). Aparece em 591, quando foi capturado pelas tropas de Maurício (r. 582–602), mutilado e entregue a Cosroes II (r. 590–628), que exibiu-o num banquete e assassinou-o para entreter os convidados.